# Бжоза (Велюнський повіт)
Бжоза (пол. Brzoza) — село в Польщі, у гміні Біла Велюнського повіту Лодзинського воєводства.
Населення — 291 особа (2011).
У 1975-1998 роках село належало до Серадзького воєводства.

## Демографія
Демографічна структура станом на 31 березня 2011 року:
|          | Загалом | Допрацездатний вік | Працездатний вік | Постпрацездатний вік |
| -------- | ------- | ------------------ | ---------------- | -------------------- |
| Чоловіки | 147     | 31                 | 97               | 19                   |
| Жінки    | 144     | 28                 | 79               | 37                   |
| Разом    | 291     | 59                 | 176              | 56                   |